# Grønnevang Sogn
Grønnevang Sogn er et sogn i Hillerød Provsti (Helsingør Stift).
Grønnevang Kirke var oprindeligt en vandrekirke i den østlige del af Hillerød. Den blev indviet i 1987 efter at gudstjenesterne i 7 år var afholdt på den nærliggende Skanseskole. I 1989 blev Grønnevang et kirkedistrikt i Præstevang Sogn med eget menighedsråd, udskilt fra Præstevang Sogn. I 1995 blev det selvstændige Grønnevang Sogn endeligt udskilt fra Præstevang Sogn, som i 1962 var udskilt fra to sogne: Frederiksborg Slotssogn, der hørte til Lynge-Frederiksborg Herred i Frederiksborg Amt, og Hillerød Sogn, der lå i Hillerød Købstad, som geografisk hørte til samme herred. Begge disse sogne inkl. Præstevang var ved kommunalreformen i 1970 indlemmet i Hillerød Kommune.
Den permanente Grønnevang Kirke blev indviet i 2008.
I Grønnevang Sogn findes følgende autoriserede stednavne:
- Hillerød Overdrev (bebyggelse, ejerlav)
- Karlebo Overdrev (bebyggelse)
- Kongens Vænge (bebyggelse)
- Store Dyrehave (areal)
- St. Dyrehave (areal, ejerlav)